# Charlotte von Lieven

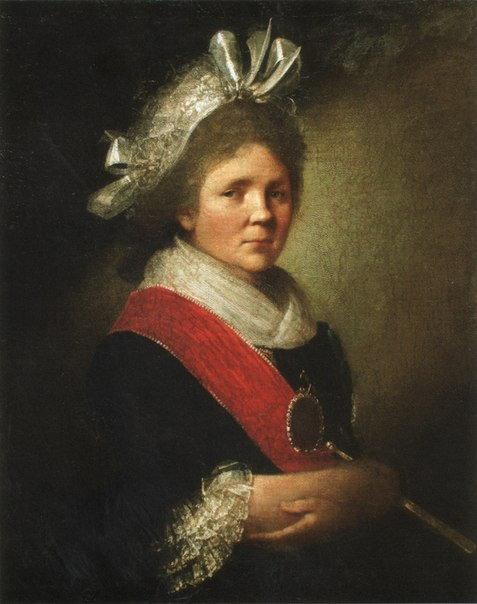
Charlotte von Lieven

Charlotte Margarete von Lieven (geb. von Gaugreben) (* 27. Juni 1743 in Halliste; † 24. Februar 1828 in Sankt Petersburg, Winterpalast) war eine russische Obersthofmeisterin.

## Familie
Sie entstammte dem Geschlecht der Freiherren von Gaugreben aus der Linie Goddelsheim. Sie war Tochter von Carl Caspar von Gaugreben. Dieser war General der Artillerie in russischen Diensten. Die Mutter war Anna, (geborene Freifrau von Posse af Säby) aus Estland. Sie selbst heiratete 1766 Otto Heinrich von Lieven. Dieser war Generalmajor und Kommandant von Kiew. Mit diesem hatte sie mehrere Kinder. 
Johann Georg (1775–1848) war später Divisionbefehlshaber. Wilhelmine von Lieven (1769–1813) heiratete Baron George Posse af Saby. Friedrich (1770–1796) starb unverheiratet. Carl Christoph (1767–1844) war zunächst General, wandte sich dem Pietismus zu, wurde 1817 Kurator der Kaiserlichen Universität Dorpat und 1819 Präsident des evangelisch-lutherischen Reichs-Generalkonsistoriums und war 1828 bis 1833 russischer Minister für Volksaufklärung.  Christoph Heinrich (1774–1838) war kaiserlicher Generaladjudant und Chef der Feldkanzlei, zwischen 1810 und 1812 Gesandter in Berlin, danach bis 1834 Botschafter in London und zuletzt Erzieher des Kindes des Thronfolgers. Er war verheiratet mit der Salonnière Dorothea von Lieven. Catharina Elisabeth Charlotte (1776–1843) heiratete Burchard von Vietinghoff genannt Scheel.

## Leben

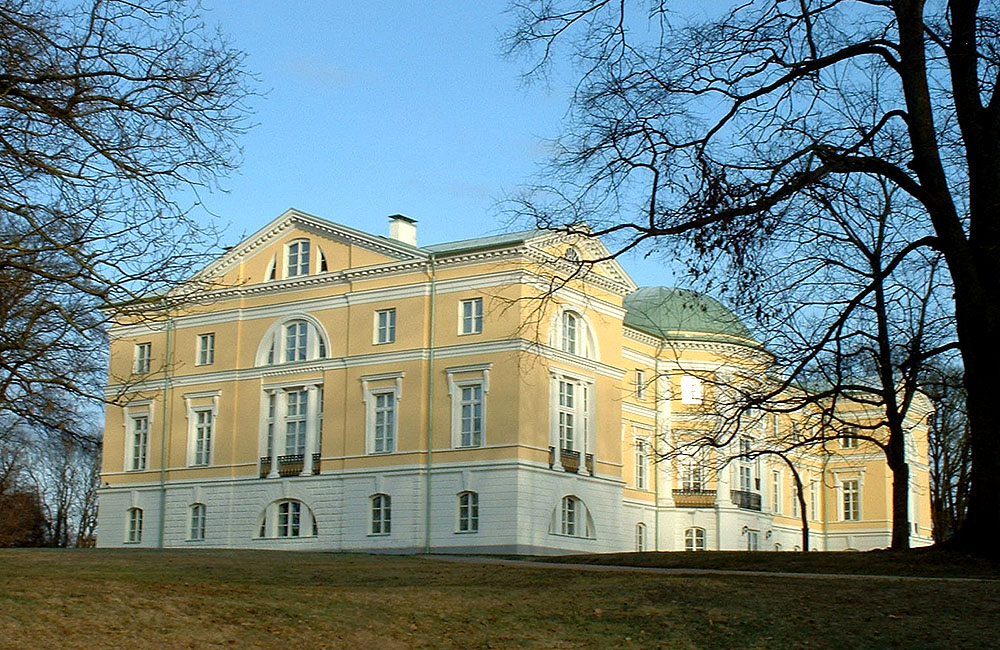
Schloss Mesothen

Nach dem Tod ihres Mannes (1781) kam sie an den Hof von Katharina der Großen und wurde 1783 Erzieherin der Töchter und zu Beginn auch der beiden jüngeren Söhne Nikolaus und Michael des späteren Kaisers Paul I. In der Folge erlangte sie einen beträchtlichen Einfluss am russischen Hof. Sie wurde 1794 Hofdame (Staatsdame) der Kaiserin und stieg 1801 zur Obersthofmeisterin auf. 
Zusammen mit ihren Kindern wurde sie 1799 in den russischen Grafenstand erhoben. Außerdem erhielt sie zahlreiche Güter. Sie bekam 1797 die Güter Mesothen in Kurland und Tersa im Gouvernement Saratow. Im Jahr  1800 folgte Gut Baki im Gouvernement Kostroma. Sie erwarb 1805 den Fokkenhof und den Grenzhof in Kurland. In den Jahren 1797 bis 1802 ließ sie das Schloss in Mesothen erbauen. Nach der Thronbesteigung von Nikolaus I. 1825 wurde sie in den Fürstenstand erhoben. Damit wurde sie Begründerin der fürstlichen Linie derer von Lieven.